# Chavín de Huantar
Chavín de Huantar è un sito archeologico contenente rovine e originali manufatti realizzati dai Chavín, una cultura precedente agli Inca, attorno al 900 a.C. Il sito si trova 250 chilometri a nord di Lima, in Perù, ad un'altezza di 3150 metri, tra le catene montuose della Cordillera Negra e della Cordillera Blanca. Chavín de Huantar è stato inserito tra i patrimoni dell'umanità dall'UNESCO. Alcuni reperti Chavín provenienti da questo sito sono esposti presso il Museo de la Nación a Lima.
Chavin de Huantar venne costruito attorno al 900 a.C. Buona parte della popolazione era dedita all'agricoltura.
I ritrovamenti indicano che l'instabilità politica e i tumulti iniziarono tra il 500 ed il 300 a.C., in corrispondenza del declino della cultura Chavin. Molti luoghi religiosi vennero abbandonati, alcuni ancora incompleti, e furono rimpiazzati da villaggi e campi. Prima del 500 a.C., un piccolo villaggio aveva sostituito la Piazza Circolare. Le pietre della piazza furono riutilizzate in seguito per la costruzione delle case. I vari strati di reperti mostrano che il villaggio è stato occupato senza interruzioni fino al 1940.

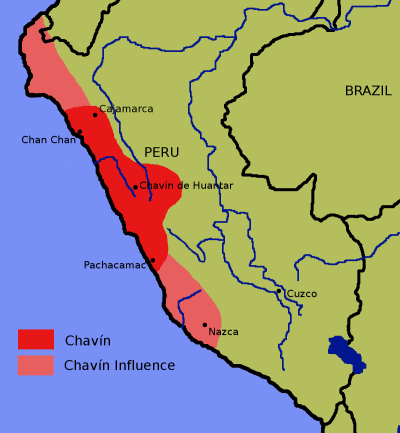
L'area usata dai Chavín ed il sito noto come Chavín de Huantar

## Descrizione
Il sito contiene numerose strutture, tra cui tre templi (chiamati A, B e C), la piazza circolare, il vecchio ed il nuovo tempio.
- La piazza circolare sembra un luogo sacro situato all'interno di una zona cerimoniale. Prima dell'800-700 a.C. quest'area venne usata per molti motivi, tra cui l'uso come atrio per l'accesso al tempio A attraverso la scala nord. Nel periodo classico, dopo il 700 a.C., la piazza venne chiusa su tre lati dai templi A, B e C. La piazza è perfettamente circolare, con un diametro di 20 metri ed un pavimento fatto di pietre a forma di cuscino in diatomite gialla. Sembra che una linea in calcare nero corra lungo l'asse est-ovest. Le mura della piazza vennero costruite con pietre tagliate, posate in strisce di diverso spessore. Le due vie principali conducono ad archi vicini alla scala occidentale ed a due coppie di pietre che fiancheggiano la scala orientale.
- Il vecchio tempio, tra i primi edifici costruiti, era una struttura composta principalmente da passaggi locati attorno ad una corte circolare. L'edificio conteneva obelischi e monumenti in pietra complete di sculture raffiguranti giaguari, caimani e varie forme antropomorfiche. La galleria di Lanzón, vicino al centro, conteneva una scultura del Lanzón, che si suppone essere la divinità principale di Chavin de Huantar. La figura rappresenta un essere umano con una testa felina. Mortai, pestelli e trombe di conchiglie vennero rinvenuti qui assieme ad altri oggetti. Molti reperti hanno soggetti o decorazioni antropomorfiche, il che li fa risalire alla cultura Chavin. Il cactus di San Pedro è rappresentato nell'immagine di un dio che lo tiene in mano come se fosse un bastone.
- Il nuovo tempio, costruito tra il 500 ed il 200 a.C., è anch'esso costituito da una galleria ed una piazza, e contiene numerose sculture. Il Lanzón rappresentato nella scultura al suo interno tiene la conchiglia di un mollusco (Strombus) nella mano destra, ed un'altra (Spondylus) nella sinistra.

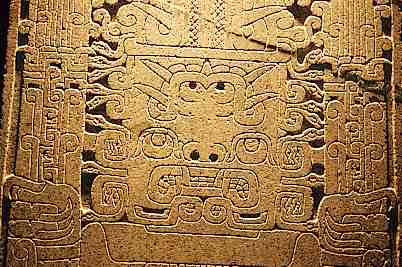
Particolare della "stele di Raimondi", raffigurante il "Dio dei Bastoni", custodita ora nel Museo nazionale di antropologia, archeologia e storia di Lima, raffigurante una potentissima divinità non ancora identificata

Gli scavi delle tombe misero in mostra una piccola classe privilegiata che utilizzava tombe di buona fattura. Queste sepolture contenevano metalli preziosi, tessuti colorati ed altri oggetti di valore. La maggior parte delle tombe è semplice, con i corpi interrati in piccoli pozzi, vestiti in cotone ed un insieme di oggetti umili.
Lo stile artistico di arte e decorazioni include l'uso di rotoli, curve semplici, linee rette ed immagini di animali selvatici. Le sculture sono solitamente fatte in granito bianco e calcare nero. Gli oggetti di uso quotidiano comprendono mortai e pestelli, tubi fatti in osso e spatole in metallo, oltre a tessuti, compreso alcuni arazzi. La ceramica veniva lavorata per produrre bottiglie e bocce.

## Studi
Pedro Cieza de León (1520-1554), cronista spagnolo, è il primo occidentale a menzionarne l'esistenza e Toribio de Mogrovejo, nella sua visita pastorale alle città del nord del Perù nel 1594, lo descrive sommariamente. Nel 1616 Antonio Vázquez de Espinosa realizza una descrizione del tempio basandosi sulle indicazioni degli abitanti vicini. Nel 1873 l'esploratore italiano Antonio Raimondi visita il sito, rimanendone impressionato ma allo stesso tempo rammaricandosi dello stato in cui si trova e nota che i coloni lo usano come cava per rifornirsi di pietre per la costruzione delle loro case. Lo stesso Raimondi, osservando il sito, intuisce inoltre che questo non ha nulla a che fare con la civiltà Inca, come si supponeva fino ad allora. Charles Wiener nel 1880 realizza il primo disegno della divinità nell'antico tempio. Successivamente, nel 1883, il tedesco Ernst W. Middendorf (1830-1908) esplora il sito scoprendo la grande scalinata che da Plaza Cuadrada conduce al Templo Mayor e nota il nome usato dai coloni per nominare quella divinità: Huanca. A partire dal 1919 viene studiato dall'archeologo peruviano Julio C. Tello, che ne sottolinea l'importanza e lo considera la sede della più antica cultura peruviana, che dará poi origine alla civiltà andina. Il 17 gennaio 1945 un'alluvione causata dallo straripamento della laguna di Rúrec ricopre e danneggia le strutture del santuario, producendo accumuli fino a quattro metri in alcuni settori. Per questo motivo, Jorge C. Muelle commissiona a Marino Gonzales la rimozione degli strati alluvionali dal sito (1955). Questo lavoro dura fino al 1965 e porta alla luce aree fino ad allora sconosciute, come la parte anteriore del Castello, battezzata “Portada de las Falcónidas”. Tra il 1966 e il 1973, una squadra dell'Universidad Nacional Mayor de San Marcos guidata da Luis Lumbreras e Hernán Amat Olazábal, scava nel sito e amplia le conoscenze sui passaggi e le stanze interne del santuario. Negli anni '70 e '80, Richard Burger effettua scavi stratigrafici, che portano a chiarire le sequenze dello sviluppo della ceramica nel sito. Dal 1980 al 1982 si sviluppa il Progetto Archeologico Chavín dell'Università Nazionale Federico Villarreal, sponsorizzato dalla Fondazione Volkswagenwerk e diretto da Federico Kauffmann Doig. Recenti indagini e scavi effettuati al centro della Piazza, danno prova di sepolture cerimoniali, permettendo di ritrovare il vecchio letto del fiume Mosna, il che significa che il corso dello stesso è stato deviato per consentire la costruzione di questa piazza. Nel 1985 il sito viene dichiarato Patrimonio dell'Umanità dall'UNESCO.